# Marionia blainvillea
Marionia de Blainville
Espèce
Synonymes
- Marionia affinis Bergh, 1883
- Marionia berghi Vayssière, 1879

La Marionia de Blainville (Marionia blainvillea, parfois simplement appelée Marionia) est une espèce de nudibranche de la famille des tritoniidés. Le corps de ce mollusque est orangé, brun, rouge ou jaune et porte des taches blanches. Il s'agit d'un grand nudibranche atteignant régulièrement 60 mm de longueur. L'espèce est reconnaissable grâce à la dizaine de paires de panaches branchiaux visibles sur son dos. Elle était auparavant considérée endémique à la Méditerranée mais des individus ont été observés dans l'Atlantique Est puis Ouest.

## Taxinomie et étymologie
L'espèce est décrite par le naturaliste niçois Antoine Risso en 1818 : il la place dans le genre Tritonia, au sein de la famille des tritoniidés. Tritonia blainvillea est par la suite rattachée au genre Marionia décrit par Albert Vayssière en 1877. L'épithète spécifique « blainvillea » est un hommage au zoologiste Henri-Marie Ducrotay de Blainville, alors à la tête du Journal de physique, de chimie, d'histoire naturelle et des arts. Le nom normalisé est obtenu par francisation du nom scientifique. Au cours du XIXe siècle, de nombreux taxons depuis devenus synonymes décrivent la même espèce : 
- Tritonia decaphylla Cantraine, 1835
- Tritonia acuminata Costa A., 1840
- Tritonia thethydea Delle Chiaje, 1841
- Marionia tethydea (mauvaise orthographe de « thethydea ») Delle Chiaje, 1841
- Tritonia quadrilatera Schultz in Philippi, 1844
- Tritonia costae Vérany, 1846
- Tritonia meyeri Vérany, 1862
- Marionia berghi Vayssière, 1879
- Marionia affinis Bergh, 1883[1].

## Distribution et habitat
M. blainvillea est présente dans le bassin occidental méditerranéen, notamment aux îles Baléares, sur les côtes catalanes et au Maroc,. Sa présence a été confirmée dans l'océan Atlantique Est, sur les côtes proches de la Méditerranée (au Portugal, à Madère et aux Açores), mais aussi en Angola,. En 2011, des individus en mauvaise condition sont pour la première fois observés dans l'Ouest de cet océan, à proximité de Monte Hermoso, en Argentine.
L'habitat de la Marionia de Blainville est principalement composé de fonds rocheux ou de tombants où vivent des Alcyonacea et des gorgones. Risso indique que l'espèce séjourne « sous les cailloux ». Les juvéniles sont souvent visibles sur les gorgones, sur des coraux mous ou bien dans des algues. L'espèce se rencontre à des profondeurs comprises entre la surface et 50 m,. À proximité du delta du Rhône, l'espèce est commune dans des profondeurs inférieures à 9 m où la visibilité est réduite.

## Description

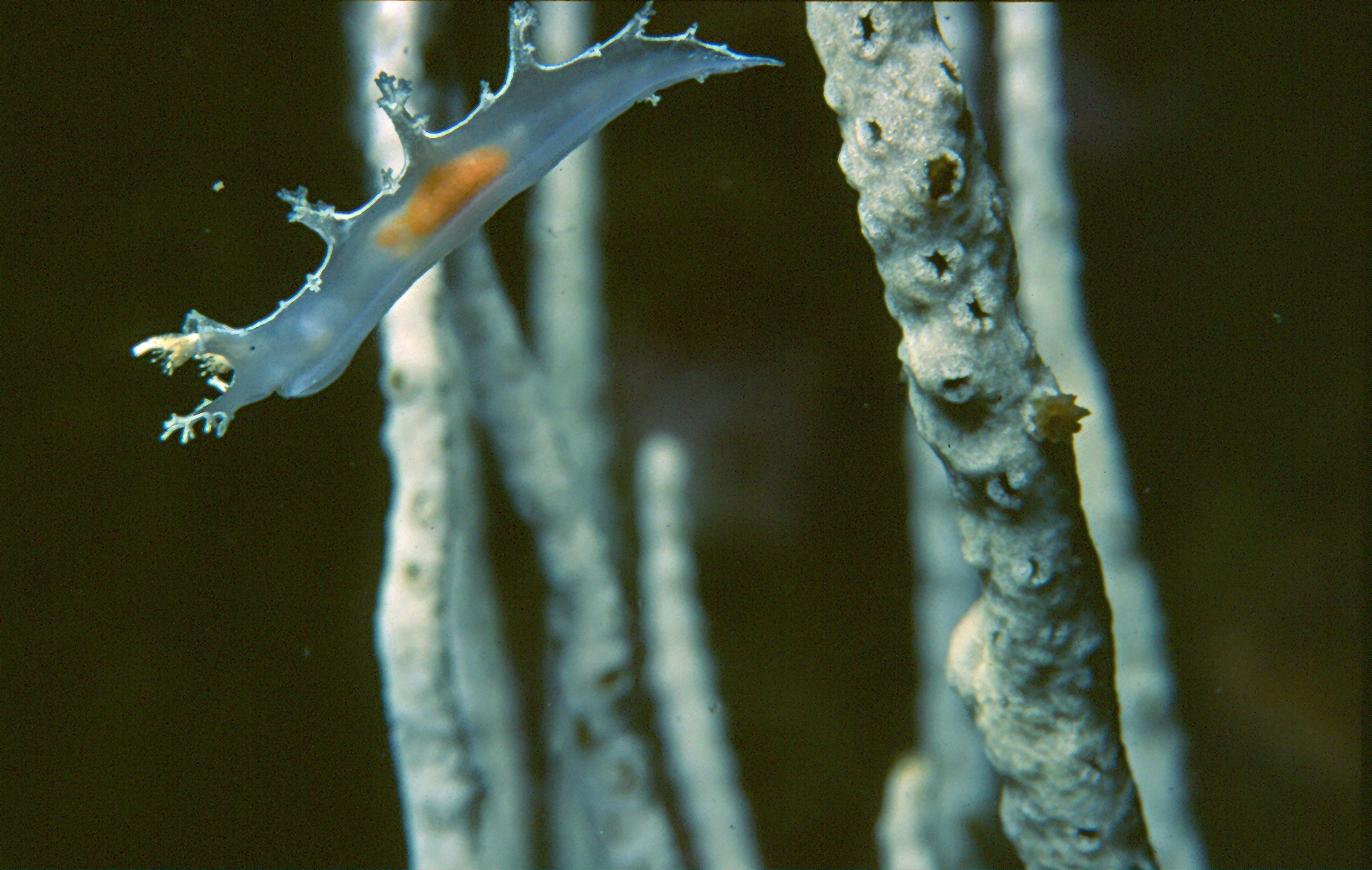
Un juvénile mesurant 12 mm.

M. blainvillea atteint régulièrement 60 mm de longueur, des spécimens de 70 mm sont moins fréquents ; les spécimens découverts en Argentine mesuraient jusqu'à 90 mm,. Le corps adopte une forme allongée qui s'affine vers l'arrière,. La coloration du corps varie entre le rouge, le jaune, l'orangé, le marron ; le manteau est constellé de taches blanches verruqueuses réparties de façon irrégulière. Une ligne noire souligne ces taches blanchâtres et finit par former un réseau sur le manteau. Risso évoque une teinte verte. Les juvéniles ayant une taille inférieure à 20 ou 30 mm ont une coloration plus claire semi-transparente comprise entre le blanc, le crème, le rose et le violet ; des lignes blanches et opaques courent longitudinalement le long du dos et à la base des panaches branchiaux. La tête se caractérise par un voile oral très développé comparable à une moustache ; ce voile est divisé en deux lobes distincts qui portent chacun 6 ou 7 digitations qui sont ramifiées chez les plus grands individus. La bouche se situe en bas et au centre de ce voile. Sur le dessus de la tête, les rhinophores d'une couleur semblable au reste du corps sortent de fourreaux portant également une digitation sur le bord supérieur. Les rhinophores sont cylindriques et ont un sommet ramifié ou plumeux,. Une douzaine de paires de panaches branchiaux s'apparentant à des « touffes plumeuses » sont situés le long de la surface dorsale. Les plus grands sont les troisième, quatrième et cinquième, la taille des panaches décroît en effet sur l'arrière du dos. Chez les petits juvéniles, ces panaches sont blancs alors qu'ils sont rouges chez les plus grands. Le pied est large à sa partie antérieure, la queue est allongée et étroite. 
M. blainvillea peut présenter des risques de confusions avec des espèces à l'apparence similaire. Les juveniles de M. blainvillea ressemblent à Tritonia lineata : cette espèce ne dépasse pas 35 mm de longueur, sa coloration est blanchâtre, les rhinophores sont proportionnellement plus longs et il n'y a que six paires de panaches branchiaux sur le dos ; l'espèce est rare en Méditerranée. Tritonia hombergi se distingue de la Marionia de Blainville par une taille encore plus importante : T. hombergi atteint en effet 200 mm de longueur, les rhinophores sont en proportion plus courts ; le risque de confusion principal serait avec un juvénile de M. blainvillea

## Écologie

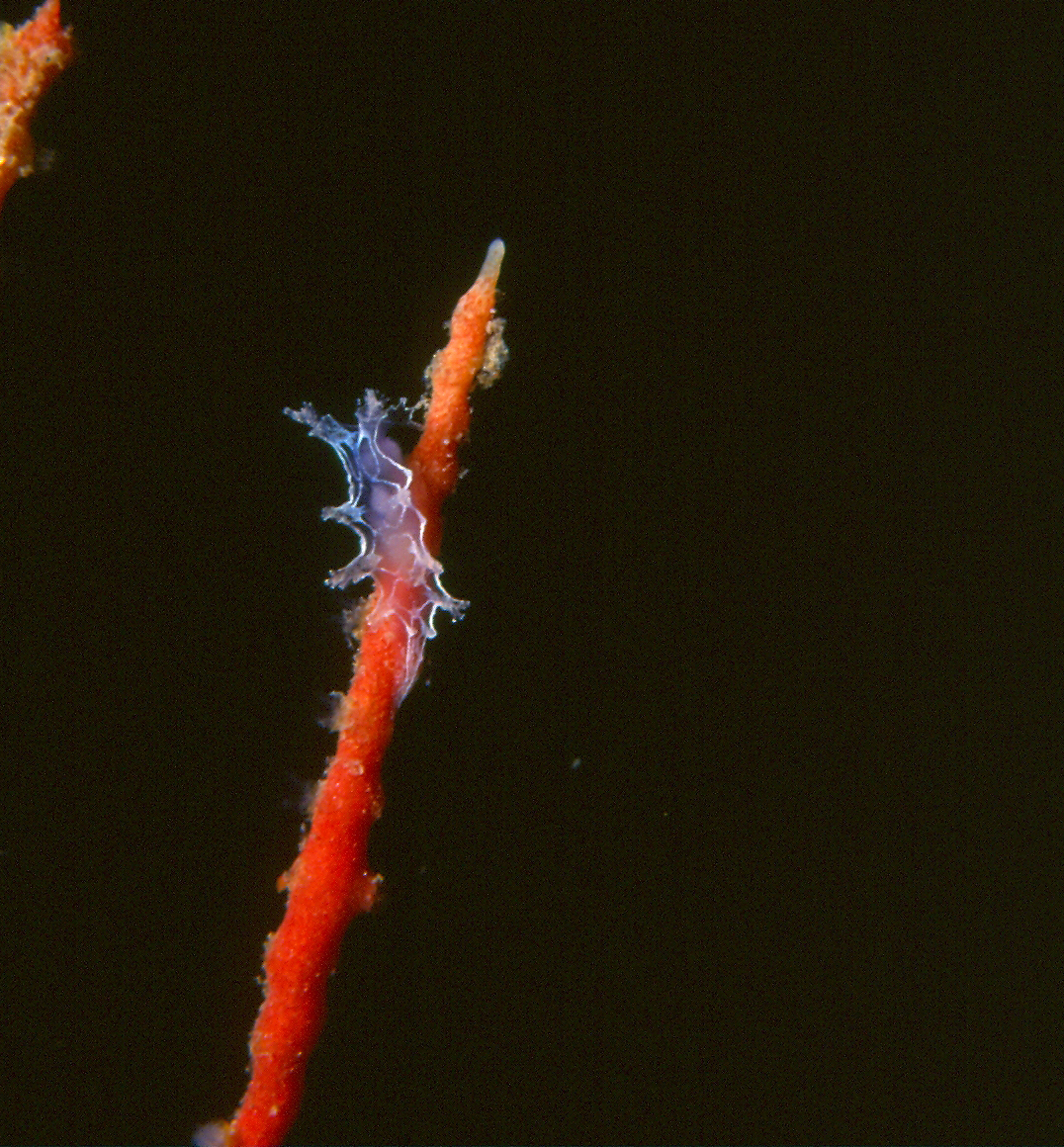
Un autre juvénile de 5 mm sur une gorgone du genre Lophogorgia.

M. blainvillea est un prédateur vorace se nourrissant de polypes d'octocoralliaires partageant sa zone de distribution tels les alcyons Alcyonium palmatum ou A. acaule ; les gorgones du genre Eunicella, comme E. cavalinii et E. singularis, Leptogorgia sarmentosa ou bien Paramuricea clavata sont également des proies habituelles ; elle se nourrit aussi de Maasella edwardsii, (polypes, planules pour l'adulte et polypes pour les juvéniles) obs. pers. Géry PARENT par dissection . M. blainvillea attaque ses proies à l'aide d'une puissante radula.
Comme les autres nudibranches, cette espèce est hermaphrodite : la ponte (ou « oothèque ») est orangée. Elle prend la forme d'une spirale composée de 60 000 à 80 000 œufs de 70 μm de diamètre reposant sur les branches d'autres invertébrés,.
Le copépode Katanthessius delamarei est un parasite fréquent de l'espèce. Pour se déplacer, ce nudibranche est l'un des rares à pouvoir nager en contractant et en relâchant l'ensemble de son corps.